# Керинејска кошута
Керинејска кошута је у грчкој митологији чаробна кошута коју је послала Артемида као казну људима. Она је пустошила поља.
Та кошута је необичне лепоте — рогови су јој били златни, а ноге бакарне. Била је брза као ветар док је јурила по аркадијским планинама, не знајући за умор.
Као Хераклов четврти подвиг, био је да ухвати Керинејску кошуту. Кошута је дуго успешно бежала од Херакла, који ју је на крају ранио својом отровном стрелом. То је разљутило Артемиду, али је Херакле објаснио да је то урадио само због Еуристејевог наређења. Артемида му је опростила, а Херакле је у Микену донео живу кошуту и предао га Еуристеју.